# La Valkyrie
Société Parisienne de Construction d’Automobiles La Valkyrie (deutsch „die Walküre“) war ein französischer Hersteller von Automobilen.

## Unternehmensgeschichte
Das Unternehmen aus Montrouge begann 1905 mit der Produktion von Automobilen. Der Markenname lautete La Valkyrie. 1907 endete die Produktion.

## Fahrzeuge
Im Angebot standen zwei Modell. Der 10 CV verfügte über einen Zweizylindermotor mit 1728 cm³ Hubraum. Der 14/16 CV hatte einen Vierzylindermotor mit 2270 cm³ Hubraum. Der Motor war bei beiden Modellen vorne im Fahrzeug montiert und trieb über eine Kardanwelle die Hinterachse an.